# UK (Band)
U. K. war eine Progressive-Rock-Supergroup, die sich Ende der 1970er Jahre aus ehemaligen Mitgliedern diverser Progressive-Rock- und verwandter Bands formierte.

## Geschichte

### Gründung
In den späten siebziger Jahren waren Gerüchte zu hören, der Bassist und Sänger John Wetton und der Schlagzeuger Bill Bruford, die ehemalige Rhythmussektion von King Crimson, hätten eine neue Band mit dem ehemaligen Yes-Keyboarder Rick Wakeman gegründet. Tatsächlich war es zu Gesprächen gekommen, eine Zusammenarbeit scheiterte jedoch an vertraglichen Problemen mit Wakemans Plattenfirma. Einige der gemeinsam geschriebenen Stücke (Beelzebub, Back to the Beginning, Paper Talk) fanden sich später auf Soloalben von Bruford und Wetton wieder. Die beiden arbeiteten jedoch weiter zusammen und einigten sich darauf, dass jeder einen weiteren Musiker in die Band holen sollte. Bruford holte Gitarrist Allan Holdsworth, der einer der gefragtesten Fusionmusiker dieser Zeit war, während Wetton den Keyboarder Eddie Jobson, den er während seiner Zeit bei Roxy Music kennengelernt hatte und der bereits mit Frank Zappa zusammengespielt hatte, an Bord holte. Die neue Band nannte sich U. K.

### Karriere
In dieser Besetzung spielte die neue Supergroup das 1978 veröffentlichte Debütalbum U.K. ein. Insbesondere Holdsworth verlieh dem virtuosen Spiel der Progressive-Rock-Band eine jazzige Note. Dem Album folgte eine Welttournee mit teilweise sehr großem Publikumsandrang. 
Während der Tournee steigerte sich die Frustration Holdsworths, was zu Spannungen mit den anderen Musikern, vor allem mit Wetton, führte. Im Jahr darauf warf der eher kommerziell orientierte Wetton die »Jazzfraktion« Bruford/Holdsworth aus der Band. Bruford wurde durch Terry Bozzio (ex-Frank Zappa, ex-Jeff Beck Group) ersetzt und U. K. arbeiteten als Trio weiter. 1979 erschien dann bereits das letzte Studio-Album Danger Money. Der Jazzeinfluss war verschwunden, es wurde aber auf nach wie vor hohem Niveau gepflegter »Bombast-Prog« geboten. Das Stück Rendezvous 6:02 wurde in den Niederlanden ein Top-20-Hit. 
U. K. traten in der Folge teilweise als Headliner, teilweise als Vorgruppe von Jethro Tull auf, ihr letztes Konzert fand im Dezember 1979 in Nijmegen in den Niederlanden statt. Am Ende der Tour trennte sich die Band: Wetton wollte kommerzielleres Material schreiben, Jobson dagegen wollte sich eher in die Richtung des klassischen Progressive Rock bewegen. Während Wetton in der Folge an einem Solo-Album arbeitete, ging Jobson zu Jethro Tull. 1979 wurde aber noch das U. K.-Live-Album Night After Night veröffentlicht, das zwei neue Stücke enthielt. 
Der herausragenden musikalischen Qualität blieb der ganz große kommerzielle Erfolg verwehrt. John Wetton holte dies ab 1982 mit der Band Asia nach – allerdings mit einer sehr viel kommerzielleren und kaum noch progressiven Variante der Rockmusik (siehe Adult-oriented Rock).

### Gescheiterte Wiedervereinigung
In den 1990er Jahren plante Eddie Jobson eine Neuauflage von U. K. Ein Album namens Legacy in der Besetzung Jobson, Bruford, Wetton wurde mit den Gastmusikern Tony Levin (E-Bass), Francis Dunnery (Gitarre) und Steve Hackett (Gitarre) 1999 eingespielt. Auch waren Gastauftritte von Allan Holdsworth und Robert Fripp geplant. Jobson baute zudem das Prager Philharmonische Orchester und den bulgarischen Frauenchor Angelite mit ein, mit denen er zu dieser Zeit zusammenarbeitete. Das Album sollte den Niedergang des Kommunismus in Osteuropa und Asien zum Thema haben. Wetton verließ das Projekt jedoch bald und wurde durch Aaron Lippert ersetzt. Später ließ Bruford in der Folge seine Beiträge löschen. Eine Neueinspielung als Soloalbum Jobsons war zunächst vorgesehen, doch das Album wurde niemals fertiggestellt, weil Streit um die Eigentumsrechte an den Aufnahmen entstanden war. 
Drei Stücke von Legacy erschienen im Jahre 2000 auf dem Album Voices of Life des Bulgarischen Frauenchors (auf Jobsons Label Globe Music, GLMMA-2000-2). Die Titel dieser Stücke lauten Nov Den (A New Day), Utopia und Zavesata Pada (The Curtain Falls), alle stammen aus Jobsons Feder. The Glory of Winning und Tears of Joy auf dem Wetton/Downes-Album Icon II: Rubicon sind in Zusammenarbeit mit Jobson entstanden und stammen wohl ebenfalls aus dem Jahr 1999.
Anstelle von Legacy erschien 1999 ein Livealbum mit Aufnahmen der Originalbesetzung Wetton, Bruford, Jobson und Holdsworth aus dem Jahr 1978 unter dem Titel Concert Classics Vol. 4.
Im Oktober 2007 wurde die Gründung einer neuen Progressive-Rock-Supergroup namens UKZ bekanntgegeben. Mitglieder sind Eddie Jobson, der frühere King-Crimson-Bassist Trey Gunn (Warr Guitar), Alex Machacek, Marco Minnemann und Aaron Lippert, der bereits an der gescheiterten UK-Reunion 1999 beteiligt gewesen war. Der Name UKZ spielt sowohl auf UK als auch auf Jobsons Zinc-Projekt an.

## Diskografie

### Studioalben
- U.K. (1978) (Wetton, Bruford, Jobson, Holdsworth)
- Danger Money (1979) (Wetton, Bozzio, Jobson)

### Livealben
- Night After Night (1979) (Wetton, Bozzio, Jobson)
- Concert Classics Vol. 4 (1999, Aufnahmen von 1978) (Wetton, Bruford, Jobson, Holdsworth)
- Reunion – Live in Tokyo (2013, Aufnahmen von 2011)
- Curtain Call (2015, Aufnahmen von 2013)

### Videoalben
- Reunion – Live in Tokyo (2013)
- Curtain Call (2015)